# Рахівська центральна районна бібліотека
Рахівська центральна районна бібліотека - головна бібліотека Рахівського району, Закарпатської області, розташована в місті м. Рахів.

## Історія бібліотеки
Бібліотека була створена і відкрита на початку листопада 1945 р. Першим завідувачем бібліотеки був Василь Мисинчук.
Деякі дані про роботу культосвітніх установ району, в тому числі і про роботу ЦРБ можна знайти в протоколах виконавчого комітету Рахівської окружної районної ради народних депутатів 1946 року. З протоколів засідання президії Рахівського окружного виконавчого комітету 1946 - 1950 років видно, якого великого значення надавалося розвитку культосвітнім установам округів, в тому числі і бібліотекам.У 1947 році бібліотеку перенесено в приміщення, де зараз знаходиться друкарня районної газети „Зоря Рахівщини".
З 1948 р. по 1953 р. окружною бібліотекою завідує Харбака Ганна Василівна.  В наступні роки бібліотекою завідували Тимченко І.П., Донченко В.І., Кадар В.О., Турані С.І. Серед основних форм роботи з читачами в 50 - х роках були: читацькі конференції, організація книжкових виставок на різні актуальні теми.
З 1969 р. директором призначено Федурця М.М. Вже в 60 - х роках у бібліотеці велася робота по диференційованому обслуговуванню читачів, виділялися провідні групи читачів.  Для кращого обслуговування населення книгою, донесення її до всіх читачів, в місті діяла розгалужена мережа нестаціонарного обслуговування читачів - "пересувки", пункти видачі літератури, подвірні обходи читачів, бібліотекарі навідувались в школи. Велика увага приділялась обслуговуванню на полонинах в літній період. 
У 1979 р. відбулася централізація бібліотеки.   
В 80 - х роках велика увага приділялась роботі клубів за інтересами. 

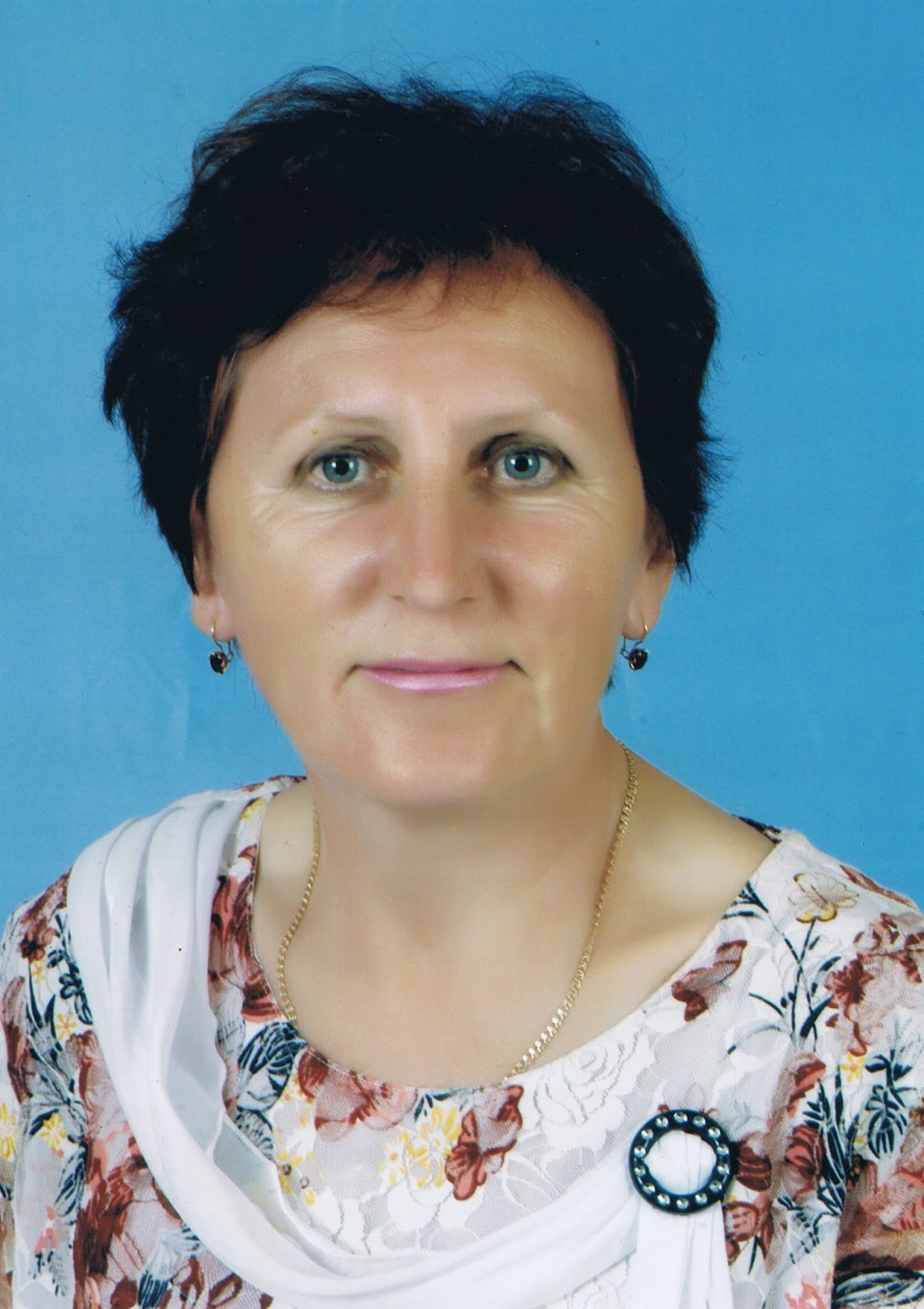
Приймак Галина Василівна - директор Рахівської центральної районної бібліотеки

Перший клуб за інтересами „Майбутній воїн" було створено у 1984 р. У 1986 році за ініціативою директора Рахівської ЦБС Федурця М.М. було створено клуб за інтересами "Фронтовичка". У 1987 році при районній бібліотеці створено клуб за інтересами краєзнавчого характеру „Рахів". Книжковий фонд ЦРБ постійно зростав до 90 - х років. У 1996 році у ЦРБ створено краєзнавчий сектор.
З 1999 р. і по сьогоднішній день директором ЦБС стала Приймак Г.В
У 2005 р. відділом культури і туризму РДА придбано перший комп'ютер для ЦРБ. Зараз у бібліотеці є власних 6 комп'ютерів, які приєднано до мережі Інтернет, 4 БФП та сканер.
В 2011 році в районній бібліотеці було проведено капітальний ремонт. В цьому ж році Рахівська ЦБС взяла участь у проекті "Бібліоміст", за яким ЦРБ та ще три сільські бібілотеки філії сіл Білин, Костилівка та Ділове, отримали 15 комп"ютерів, 4 принтера та 4 сканера.
В межах проекту Української бібліотечної асоціації (УБА) та Програми сприяння Парламенту ІІ (ПСП ІІ) в 2012 році ці ж бібліотеки стали учасницями Мережі пунктів доступу громадян до офіційної інформації у бібліотеках України.
На сьогоднішній день Рахівська ЦБС нараховує 38 бібліотек, в т. ч. ЦРБ та ЦДБ. В ЦБС працює 61 бібліотечний працівник. При бібліотеках діють 32 клуби за інтересами. 

## Фонд бібліотеки
1945 року фонди бібліотеки складали біля 500 примірників. Це здебільшого були видання з бібліотек Росії та України.
З 1947 р. бібліотеки району комплектувались через обласний бібліотечний колектор м. Ужгород.
На 1948 - 1953 рр. бібліотека налічувала приблизно 3000 примірників книг і працювало в ній три працівники. Бібліотека обслуговувала 500 читачів.
1979 року бібліотечний фонд нараховував 386 тис. прим. та обслуговувалось 38 тис. користувачів в т.ч. 13 тисяч дітей.
За останнім переписом 01.01.2012р. книжковий фонд ЦБС становить 313990 примірників літератури та обслуговує щорічно 40334 користувачів. 

## Відділи бібліотеки

### Відділ обслуговування

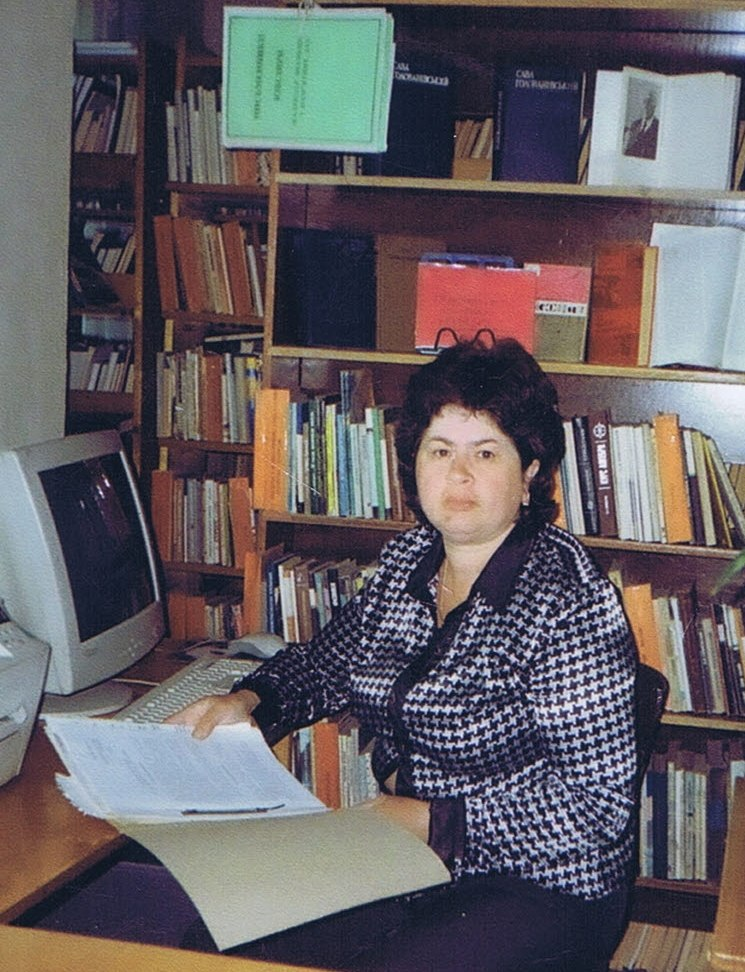
Титор Ірина Петрівна - зав.відділом обслуговування

Одне з основних завдань відділу обслуговування є належне зберігання, популяризація та видача творів друку. Універсальний фонд друкованих видань налічує майже 24 000 примірників літератури різної тематики. Такий фонд постійно формується на основі вивчення читацького попиту та побажань відвідувачів.  Щорічна книговидача складає понад 72 тис. примірників для понад 5700 тис. читачів. 
Послугами відділу користуються фахівці різних установ, студенти вищих та середніх навчальних закладів, робітники, службовці, пенсіонери та інші. Користувачі мають можливість не лише отримувати потрібну інформацію, а й брати участь у роботі клубів за інтересами, різноманітних акціях і масових заходах, цікаво та змістовно проводити свій вільний час. В читальній залі користувачі мають змогу у відкритому доступі ознайомитись з найновішими періодичними виданнями, а також скористатись безкоштовним доступом до мережі Інтернет. Відділ надає бібліотечно-бібліографічні та довідково-інформаційні послуги, проводяться соціологічні дослідження, анкетування та опитування серед користувачів.

### Краєзнавчий сектор

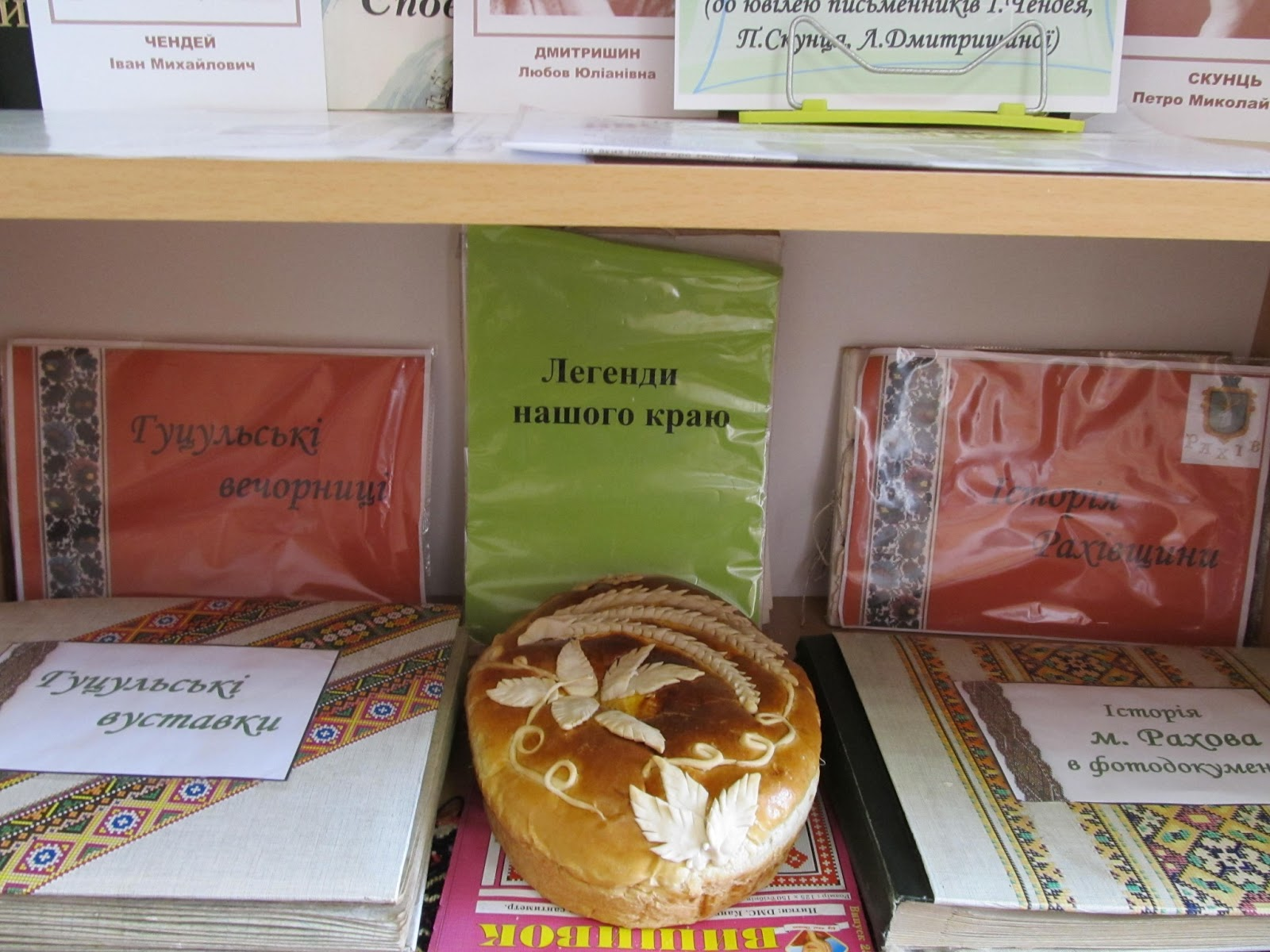
Краєзнавчий сектор

Краєзнавчий сектор Рахівської ЦРБ здійснює бібліотечно-бібліографічне обслуговування користувачів з питань краєзнавства.  Тут представлена художня література, поезії відомих поетів, письменників Закарпаття. Сектор розкриває для користувачів фонд краєзнавчої літератури за допомогою книжково-ілюстративних виставок і переглядів, бере участь у проведенні загально-бібліотечних днів інформації та бібліографії. Організовує і проводить масові заходи до краєзнавчих знаменних і пам’ятних дат з метою виховання національної свідомості громадян. Також у відділі зібрано твори майстрів народної творчості, самодіяльних художників та рукодільників Рахівщини. Це зібрання виконує функцію музею етнічної культури Рахівщини.
Проводиться робота по збереженню скарбів народної культури Закарпатської Гуцульщини. Один з напрямків краєзнавчої діяльності - природоохоронний. У співпраці з Карпатським біосферним заповідником ЦРБ проводять презентації нового журналу заповідника «Зелені Карпати», та інших природоохоронних видань.

### Методико-бібліографічний відділ
Головними завданнями методичного центру є удосконалення змісту, форм і методів роботи бібліотек ЦБС та виявлення і поширення позитивного досвіду роботи бібліотек – філій. Провідним аспектом діяльності відділу залишається консультаційна допомога. Вона надається бібліотечним працівникам району. Щомісячно проводяться методичні дні на яких зав. відділами ЦРБ надають бібліотекарям філій усну консультаційну допомогу з різних аспектів бібліотечної роботи. Також видаються письмові консультації на допомогу бібліотечним фахівцям. 
Методичний центр використовує різноманітні засоби для формування і розширення професійного світогляду бібліотечних працівників.  Щорічно відділом проводиться 3 – 4 семінари бібліотечних працівників.
Центром започаткована практика «Школи передового досвіду. Регулярно проводяться загальносистемні Дні бібліографії для бібліотечних фахівців.
Створено методико – бібліографічний банк «Творчий підхід до бібліотечної справи» та теки «Інформаційно – правова база у сфері бібліотечної справи», «Із сценарної скарбнички», «На допомогу бібліотечному фахівцю». 
При ЦРБ діє Центр регіональної інформації (ЦРІ), де бібліотека формує громадську думку і доводить її до влади. Створено теки – накопичувачі та картотеки на актуальні теми, прес – досьє та інформ – досьє: «Рахівська міська рада», «Рахівська районна державна адміністрація», «Рахівська районна рада», «Пенсійне забезпечення», ін. 
Щорічно методичний відділ бібліотеки видає методичні посібники, портфоліо бібліотек філій, методико – бібліографічні матеріали, інструктивно – методичні листи, бібліографічні покажчики, рекомендації з різних напрямків діяльності, до ювілейних і знаменних дат, на допомогу організації обслуговування різних груп читачів. Щорічно методичним центром збираються та аналізується звітно - планова документація бібліотек - філій та на їх основі складається загальний план ЦБС.

### Відділ обробки і комплектування фонду
Основні напрямки відділу:  
- Здійснює формування та облік фонду бібліотек централізованої бібліотечної системи

- Оформляє передплату періодичних видань для бібліотек ЦБС.
- Проводить роботу по створення електронного каталогу.
- Технічну обробку нових надходжень та розподіл їх по структурним підрозділам;
- Організацію і ведення довідково-бібліографічного апарату, складовою частиною якого є система каталогів і картотек бібліотеки, що розкривають зміст бібліотечних фондів;
- Організацію звіту про рух бібліотечного фонду ЦБС;
- Контролює переобліки бібліотек–філій згідно графіку;
- Надає методичну допомогу, проводить консультації по питаннях формування і зберігання бібліотечних фондів.

## Клуб за інтересами «Співрозмовник»
16 вересня був створений клуб "Спiврозмовник" та відбулося перше засідання клубу на якому було вирішено організаційні питання: затвердили Положення про клуб, вибрали назву, девіз та емблему клубу. Було обрано голову та Раду клубу за інтересами.

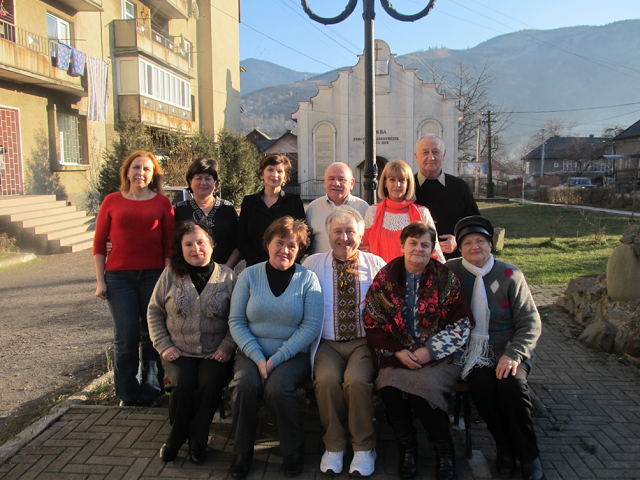
Клуб за інтересами "Співрозмовник"

Ідея створення клубу – зробити бібліотеку для користувачів – центром соціальної активності, місцем спілкування і відпочинку, місцем ,де можна отримати будь-яку інформацію, допомогу.
Мета клубу: згуртування творчих користувачів бібліотеки, організація їх дозвілля, обмін думками та досвідом, розкриття й реалізація духовного і творчого потенціалу читачів. Організація інтелектуального спілкування, надання можливості емоційного розкріплення, психологічної розрядки.
Девізом клубу став вислів: «Спілкуючись розвиваємося».  
Членами клубу є  люди творчі, талановиті, соціально-активні, різного віку і професій. Кожне клубне засідання відбувається в невимушеній, теплій обстановці, кожен учасник має змогу поділитися своїми враженнями, думками

## Інтернет-центр
Інтернет - центр функціонує за сприянням програми "Бібліоміст"
«Бібліоміст» — це спільна робота таких партнерських організацій: Рада міжнародних наукових досліджень та обмінів в Україні (IREX), обрана Фондом Білла та Мелінди Гейтс для реалізації програми в Україні, Української бібліотечної асоціації (УБА), корпорації Microsoft, яка безкоштовно передає публічним бібліотекам України - учасницям програми «Бібліоміст» програмне забезпечення і Міністерства культури України.
Інтернет-центр надає:
- вільний доступ до широкого спектра світових інформаційних ресурсів через мережу Інтернет;
- можливість оволодіти навичками роботи в мережі Інтернет (групове та індивідуальне навчання);
- змогу отримати додаткові знання;
- знайти роботу, обрати учнями вищий навчальний заклад, зорієнтуватися в професіях та зробити свій правильний вибір;
- підвищити свій професійний рівень;
- змогу користуватися електронною поштою;
- друк необхідної інформації;
- учасниками віртуальних мандрівок, вебоглядів різної тематики, інформаційно оновлених бібліотечних заходів;
- зайти друзів за інтересами та тих, з якими втрачено зв’язок;
- корисно провести дозвілля;
- розширити свій кругозір.

## Інформаційні центри

### Центр регіональної інформації
Центр регіональної інформації, який діє при ЦРБ, дає змогу акумулювати інформацію про регіон, забезпечити збір нормативно – правових актів прийнятих органами місцевої влади та місцевого самоврядування, обласної державної адміністрації та обласної ради, і надання їх у користування населення.
ЦРБ намагається працювати як центр інформаційного забезпечення потреб користувачів, всіма можливим формами і засобами забезпечити користувачів необхідною інформацією, допомогти  мешканцям отримати оперативну інформацію для вирішення життєво важливих питань та залучити їх до бібліотеки. 

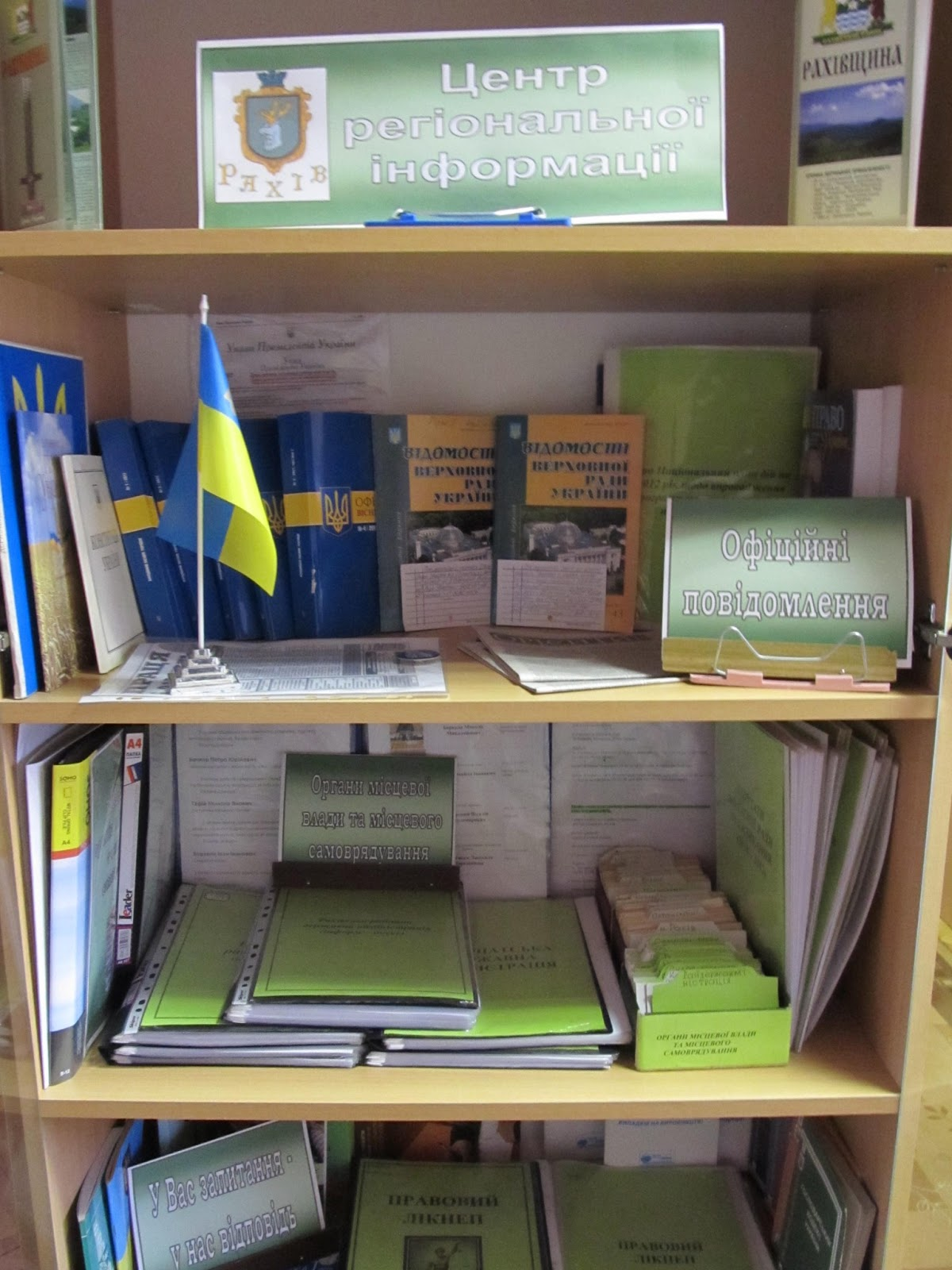
Центр регіональної інформації

Тематика їх інформації розширюється відповідно потребам сьогодення, на які створено тематичні папки, бази даних, папки -  досьє, теки – накопичувачі, які постійно доповнюються новими матеріалами. Найбільшим попитом користуються теки – накопичувачі: „Пенсійне забезпечення”, „Пільги”, „Місцеві збори та податки”,  «Соціальний захист населення», „На допомогу підприємцям міста”, „Туристична Рахівщина”, „Зміни в Податковому кодексі”, „Правовий лікнеп”, „Нове в законодавстві України” та ін., про що свідчать відмітки на папках.
У розділі „Офіційні матеріали” влаштовувались виставки одного документа: „Увага! Новий закон”, „Увага! Нова постанова”, „Нове в законодавстві України”. 
Матеріали з питань місцевої влади та місцевого самоврядування доповнюють розділ „Органи місцевої влади та місцевого самоврядування”. 
У інформ – досьє „Районна рада”, „РДА”, „Міська рада”, „ОДА”, „Обласна рада” зібрано рішення, розпорядження владних структур, вміщено графіки прийому громадян. 
В прес – досьє „Органи місцевої влади на сторінках преси” зібрано інформацію про діяльність місцевої влади та місцевого самоврядування на сторінках преси. 
В окремих теках зібрано комплексні програми, районні плани заходів. Постійно доповнюється адресно – реквізитні картотеки „Органи місцевої влади та місцевого самоврядування”,  де користувачі отримують інформацію про графік прийому керівників місцевої влади, ознайомитися із списками депутатів, різних комісій. Створено картотеку „Підприємств та підприємців та організацій району”. Для більш оперативного інформування користувачів про діяльність місцевих та обласних органів місцевої влади та місцевого самоврядування  ведеться картотека „Від влади населенню”. 
Розділ ЦРІ „Запитуйте – відповідаємо” містить юридичні консультації з різних питань. Доповнюється цей розділ текою – накопичувачем „Правовий лікнеп”, літературою та  періодичними виданнями правознавчого  характеру. Через „Поштову скриньку” користувачі звертаються до органів місцевої влади із запитаннями, побажаннями, пропозиціями. Найбільше запитань місцева громада ставила щодо виборчого права, парламентських виборів 2012. На допомогу виборцям було створено картотеку „Парламентські вибори в Україні 2012.” 
РІ доповнює інформаційна зона „Бібліотека. Інформація. Користувач”, де зібрані документи з питань пенсійного забезпечення, соціального захисту населення, охорони здоров’я,  культури, надзвичайних  події, стихійні лиха та ін.
Створено відповідні теки – накопичувачі. Найбільший попит мають теки – накопичувачі: „Скарбниця культури”, „Свята та фестивалі Рахівщини”, „Освітянське життя району”, „Екологічний барометр: надії, факти, коментарі”.
Одним із пріоритетних напрямів своєї діяльності є співробітництво з владою, яке полягає не лише в тому, щоб надавати доступ населенню до інформаційних ресурсів (законодавчих, нормативних, статистичних, економічних), але і вивчаючи інформаційні потреби населення регіону, надавати  інформаційні послуги, а також створювати умови для спілкування влади та населення.
Інформаційні списки „Нове в законодавстві України”, „Досвід роботи органів місцевої влади та місцевого самоврядування на сторінках преси” та „Бюлетень нових надходжень” надсилались органам місцевої влади та самоврядування.

### Пункти доступу громадян (ПДГ)
В межах проекту Української бібліотечної асоціації (УБА) та Програми сприяння Парламенту ІІ (ПСП ІІ)  Рахівська центральна районна бібліотека  стала учасницею Мережі пунктів доступу громадян до офіційної інформації у бібліотеках України.
Пункти доступу громадян (ПДГ) - це інформаційні центри у бібліотеках, де громадяни мають можливість отримувати необхідну інформацію про діяльність органів державної влади (з електронних джерел у т.ч.) та дізнатись, яким чином можна долучитись до процесу законотворення та впливати на процес прийняття державних рішень.
Це стало можливим завдяки новітнім інформаційним технологіям, вільному доступу до мережі Інтернет, і, відповідно, до електронних ресурсів органів державної влади, та завдяки діяльності Мережі ПДГ. 
У ПДГ  громадян консультують  бібліотекарі, підготовлені на спеціальних тренінгах УБА: «Інформація органів влади для громадян у бібліотеках України»; кожна бібліотека регулярно отримує інформаційні електронні повідомлення різноманітної тематики та друковані видання ПСП II, УБА, інших інституцій, що стосуються діяльності органів влади та доступу громадськості до законотворчого процесу; представники бібліотек беруть участь у навчальних семінарах, конференціях, презентаціях та виставках з питань електронного врядування та доступу громадськості до процесу законотворення, поширюючи набутий на цих заходах досвід та знання у своїй громаді.
ПДГ у бібліотеці – це спеціально облаштоване комп’ютерне місце з підключенням до Інтернету, де користувачі можуть самостійно або за допомогою бібліотекаря отримати інформацію органів влади будь-якого рівня. ПДГ оформлений спеціальним плакатом, а користувачам пропонуються інструкції-поради щодо здійснення пошуку інформації, перелік рекомендованих  інформаційних ресурсів, бібліографічні списки тощо.

### Пункт європейської інформації
Рахівська центральна районна бібліотека здобула перемогу у додатковому конкурсі за проектом УБА «Все про Європу: читай, слухай, дізнавайся в пунктах європейської інформації в бібліотеках» за підтримки Європейського Союзу (програма «Еразмус +»).
Основні послуги ПЄІ :
- збирання, обробка, зберігання літератури та інших матеріафлів з питань європейської інтеграції;

- забезпечення відкритого доступу до літератури та інших матеріалів з питань європейської інтеграції у друкованому та електронному вигляді, надання їх у користування;

- доступ до Інтернету;

- довідково-бібліографічне обслуговування, інформування та консультування з питань європейської інтеграції та діяльності ЄС.

Мета діяльності ПЄІ – надання широкого доступу до інформаційних ресурсів з питань європейської інтеграції та поширення знань про:
- засади функціонування Європейського Союзу (ЄС),
- діяльність керівних інституцій ЄС,
- відносини між Україною та ЄС,
- політику європейської інтеграції України,
- європейські цінності.

## Адреса
90600
Рахівська центральна районна бібліотека
вул. Героїв АТО, 5
Рахівський район
Закарпатська область
Україна
Блог: http://rakhivcrb.blogspot.com [Архівовано 27 жовтня 2017 у Wayback Machine.]

## Режим роботи
Понеділок -  П"ятниця з 9:00 до 18:00 год. к.ч.
Неділя  з 11:00 до 17:00 год. к.ч.
Вихідний день - Субота
Остання п'ятниця місяця - санітарний день.